# Giancarlo Pascale Guidotti Magnani
Giancarlo Pascale Guidotti Magnani (Zola Predosa, 22 agosto 1912 – Bologna, 16 luglio 2001) è stato un funzionario italiano.

## Biografia
Figlio di Giovanni Pascale di professione diplomatico e di Maria Guidotti Magnani e nipote del senatore Emilio Pascale, studia a Porto Said in Egitto, a La Plata in Argentina, a Casablanca in Marocco a Gibilterra, infine a Bologna dove ottiene la maturità presso il liceo scientifico Augusto Righi.
Si laurea in Scienze Sociali e Politiche presso l'istituto Cesare Alfieri di Firenze, discutendo una tesi sul Mandato Palestinese ottenendo il massimo dei voti. Conosce e parla correntemente francese, spagnolo e inglese. Studia musica e suona il violoncello.
Si diletta di teatro e partecipa ad alcune rappresentazioni recitando al Teatro Manzoni di Bologna con Raoul Grassilli, che successivamente diventerà attore affermato. Da studente universitario frequenta a Bologna la Congregazione Mariana di Via Irnerio, fondata nel 1929 dal gesuita Padre Ernesto Arrighetti S. J.

## Gli anni della guerra
Nel 1938 è arruolato al corso allievi ufficiali di artiglieria a Lucca, e divenuto sottotenente presta servizio di prima nomina presso il distaccamento del quindicesimo reggimento di artiglieria divisionale a Cividale del Friuli.
Richiamato alle armi, quando è in procinto di raggiungere il suo reggimento in Russia, all'avvenuto armistizio dell'8 settembre, viene fatto prigioniero dai tedeschi. Riesce ad evadere e si nasconde nelle campagne di Budrio.
Partecipa alla lotta di liberazione come Ufficiale di collegamento del Comando unico militare Emilia-Romagna (CUMER).
Durante questo periodo è membro della Commissione alimentazione del Comitato di Liberazione Nazionale (CLN) Emilia-Romagna, e ha continui contatti con il Conte Filippo Cavazza e Angelo Salizzoni, che rappresentano i cattolici nel CNL, impegnati ad organizzare una forza cattolica che sia in grado di contrapporsi alla componente comunista, all'indomani della liberazione.
Il 25 aprile 1945, giorno della liberazione, partecipa al primo incontro fra il Comando delle truppe liberatrici e il CNL e, subito dopo, accetta di accompagnare un alto ufficiale polacco che insiste per incontrare allora arcivescovo di Bologna, S.E. Cardinale Nasalli Rocca, da lui riconosciuto come unica autorità di Bologna.
Durante la guerra si prodiga per salvare vite umane. Collabora con Don Salmi e Monsignor Fagioli per aiutare gruppi di ebrei che fuggono dalla persecuzione tedesca e fascista. Nell'immediato dopoguerra offre aiuto agli ex fascisti cercando per loro salvacondotti e protezioni dalla vendetta perpetrata dai partigiani comunisti.

## Attività
Occupa, per quasi trent'anni, una posizione di primaria importanza nel campo del turismo ufficiale italiano.
Dal 1946 al 1970 è presidente dell'Ente Provinciale per il Turismo (E.P.T.) di Bologna.
Nel 1952, l'on. Pietro Romani, Alto Commissario per il Turismo, lo nomina Commissario dell'Ente Turismo di Modena. In questa veste si adopera per il miglioramento ricettivo della città, ne rafforza la promozione turistica, dedicando molto interesse alle località di soggiorno estivo ed invernale dell'appennino modenese. Negli anni 1953 e 1954 è responsabile della Delegazione E.N.I.T. (Ente Nazionale Italiano per il Turismo) per la Spagna con sede a Barcellona. Rientrato in Italia nell'autunno 1954, è nuovamente nominato presidente dell'Ente provinciale per il Turismo di Bologna e nello stesso periodo è nominato Commissario Governativo dell'Ente Turismo di Matera, dove cura la riorganizzazione degli uffici e ha avvia le attività di promozione turistica del territorio. A lui si deve la realizzazione del Lido di Metaponto, una delle più belle spiagge del mar Ionio. È stato consigliere e componente del esecutivo dell'Unione Nazionale degli Enti del Turismo, nonché membro del Consiglio e dell'Esecutivo dell'E.N.I.T.
Il Presidente della repubblica Giovanni Gronchi il 2 giugno 1959, su proposta del Ministro per la Pubblica Istruzione, gli conferisce il diploma di seconda classe ai Benemeriti della Scuola della Cultura e dell'Arte, ed il suo successore Antonio Segni, il 17 dicembre 1963 lo nomina Grande Ufficiale al merito della Repubblica.
Nel 1959 è stato tra i promotori dello Skal Club Bologna Emilia e Romagna, di cui è stato Presidente fino al 1986. Nel 1965 viene eletto Presidente Nazionale degli Skal Club d'Italia, carica alla quale viene confermato anche per gli anni 1966 e 1967. Nel 1967, al termine del ventisettesimo Congresso A.I.S.C. di Napoli, viene eletto Presidente dell'Associazione Internazionale. Durante la sua presidenza visita un gran numero di Club in Europa, Asia (Tokyo, Manila e Hong Kong), America del Sud (Brasile, Uruguay, Argentina, Cile, Perù, Colombia e Venezuela), Africa (Dakar ed Abidjan, capitali del Senegal e della Costa d'Avorio), ed è il primo presidente internazionale del movimento a visitare un paese africano.

## Attività politica
A liberazione avvenuta, viene nominato segretario provinciale della D.C. in Bologna.
Nel 1968 viene eletto consigliere comunale di Bologna per la Democrazia Cristiana.

## Impegno sociale
Per alcuni anni, dal 1965 al 1974 è stato Presidente della Società Ginnastica Fortitudo, che nel periodo di sua permanenza nella carica ha conseguito numerosi riconoscimenti di rilievo nazionale ed internazionale con le squadre di baseball, pallacanestro, calcio ed infine quella di tennis da tavolo.
È stato consigliere e vicepresidente dell'Automobile Club di Bologna.
Per alcuni anni è stato promotore e Presidente del Museo storico didattico della Tappezzeria.
Nel maggio 1991 viene nominato Presidente del Comitato per Bologna Storica Artistica e nel 1998 ne diviene Presidente onorario.

## Ricordo
Così lo ricorda Ernesto Stagni, amico di infanzia, in occasione della commemorazione ufficiale tenutasi al Rotary di Bologna, di cui era Past President (1973-74): "Conobbi Giancarlo Pascale fin dal 1930, alla Congregazione di Padre Arrighetti, gesuita, in via Irnerio, insieme al cugino Giancarlo Senni, mio compagno di scuola. Io avevo 16 anni e lui poco più; avevamo in comune, oltre alle idee e alla pratica religiosa, la passione sportiva. Si giocava a basket (allora pallacanestro) e a tennis. Lui era più bravo di me al basket: eravamo agli inizi del basket bolognese, la squadra si chiamava "Pro Juventute"; ricordo che mi insegnò la "stoppata" sotto canestro.
Era un ragazzo molto intelligente, dotato di senso dell'umorismo, capace di iniziative e con attitudine di organizzatore: un tipo estroso e divertente. Ricordo, fin da allora, la sua indipendenza di giudizio: in tutte le discussioni voleva dire la sua opinione, anche sui temi religiosi, con grande preoccupazione di P.Arrighetti: ma le sue opinioni erano quasi sempre molto centrate.
Poi, subito dopo la laurea, per me vennero la professione, la guerra e il dopo-guerra, che mi allontanarono per un lungo periodo da Bologna.
Voglio ricordare che Giancarlo fu il primo segretario provinciale della D.C. dopo la liberazione, in un periodo che, specie in Emilia-Romagna, era molto difficile e pericoloso per chi faceva politica attiva.
A far tempo dal 1946, la maggiore attività di Giancarlo fu rivolta al turismo, dove rivestì numerosi incarichi pubblici, a Bologna, in Italia e all'estero, che qui sarebbe troppo lungo enumerare. Oltre alla presidenza nazionale e internazionale dello Skal Club, che lo fece viaggiare in tutto il mondo, voglio ricordarlo come Vicepresidente dell'Ente Nazionale Italiano per il Turismo, Ente del quale è stato per alcuni anni Delegato per la Spagna e come Presidente, per molti anni, dell'Ente Provinciale per il Turismo di Bologna. In questo suo incarico Giancarlo rivalutò la vocazione e l'attrattiva turistica della nostra città e della nostra provincia, accanto a quella produttiva e commerciale che è sempre stata prevalente, e lasciò questo compito, già affermato non senza contrasti, ai suoi successori: in questo la città di Bologna deve essergli grata.
La sua attività fu multiforme, riuscì anche a rinverdire la passione sportiva della sua gioventù, poiché lo troviamo, per un certo periodo, come presidente della Polisportiva Fortitudo, e persino, per qualche tempo, dirigente della FIT (Federazione Italiana Tennis).
Non era un politico, anche se nella politica fece molta attività. Ed infatti dai politici fu messo da parte, quando le posizioni da lui occupate e fatte crescere, come l'Ente Provinciale Turismo, divennero centri di potere.
Malgrado il suo carattere estroso, si dimostrò uomo concreto e d'azione, sempre pronto ad assumere iniziative.
Si mantenne sempre giovane di spirito, pronto al dialogo e alla discussione su tutti gli argomenti, come quando era giovane anche di età.
Il suo ricordo non deve indurci alla tristezza, ma alla serenità, alla sincerità e alla sana intraprendenza, ed anche alla gratitudine verso la Divina Provvidenza per averlo avuto così a lungo tra di noi".

## Onorificenze
Cavaliere dell'Ordine dell'Elefante della Repubblica della Costa d'Avorio e medaglia d'argento al merito turistico della Spagna.